# Illice trimaculata
Illice trimaculata là một loài bướm đêm thuộc phân họ Arctiinae, họ Erebidae.